# Сциенциологија
Сциенциологија лат. scientia настала је од грчке речи logia што значи учење.Представља филозофско учење о науци.
Изучава све методе, основе, претпоставке и циљеве науке. Другачије се назива и теорија сазнања. Предмет њеног изучавања јесте она сама односно сви њени правци и ширења. Сциенциологија се одувек бавила питањима која се баве изворима и тачним подацима. Као једну од основних грана обухвата епистемологију или гносеологију која истражује могућности и домене људског сазнања. Јохан Готлиб Фихте је засебна фигура класичне немачке филозофије који је писао о учењу о науци и тако разрадио овај правац.